# August Schaeffer von Wienwald
Pour les articles homonymes, voir Schaeffer.
August Schaeffer (né le 30 avril 1833 à Windmühle, mort le 29 novembre 1916 à Vienne) est un peintre autrichien, plus tard directeur du musée d'histoire de l'art de Vienne.

## Biographie
August Schaeffer est le fils du chirurgien Karl Schaeffer et de son épouse Josefa Elisabeth Scheibenbogen. Sa sœur Josefina Magdalena épousera le peintre Ludwig Halauska, une autre Karl Borromäus Post.
De 1852 à 1856, il étudie à l'académie des beaux-arts de Vienne avec comme professeur Franz Steinfeld. Il entreprend ensuite de nombreux voyages d'études en Europe, notamment la mer du Nord, la Hongrie et les Alpes. De 1871 à 1874, il est écrivain public à la bibliothèque puis de 1874 à 1880 conservateur du musée de l'académie. Entre 1881 et 1892, il prend ce poste au musée d'histoire de l'art puis en devient le directeur jusqu'en 1910. À cette fonction, il établit une institution scientifique et un aspect conservateur. Il écrit plusieurs ouvrages sur l'histoire et les institutions artistiques.
Tout au long de sa carrière de peintre, il est membre d'associations d'artistes, notamment de la Künstlerhaus de Vienne. Son œuvre appartient d'abord au mouvement Biedermeier puis au Stimmungsimpressionismus (de) dans ses peintures de paysage.
En 1911, il acquiert un rang de noblesse et prend le nom d'August Schaeffer von Wienwald.
Il est membre d'une loge maçonnique à Vienne, "Die Grüne Insel". Il fait un premier mariage de 1862 à 1889 avec la chanteuse d'opéra Emilie Hoffmann, après sa mort il se marie avec Auguste Wahrmund.